# Кактуси (сборник разкази)
„Кактуси“ е сборник с научнофантастични и приключенски разкази за юноши на българския писател Петър Бобев.
Публикуван е от издателство „Народна култура“, София през 1961 г., с илюстрации от художника Иван Кьосев. Книгата е с формат 25 см. (84х108/82), с размери 13,5/20,5 см., 124 страници, подвързана с твърди корици, с тираж: 8080 бр.